# Diócesis de Itabuna
La diócesis de Itabuna (en latín: Dioecesis Itabunen(sis) y en portugués: Diocese de Itabuna) es una circunscripción eclesiástica latina de la Iglesia católica en Brasil, sufragánea de la arquidiócesis de San Salvador de Bahía. La diócesis tiene al obispo Carlos Alberto dos Santos como su ordinario desde el 1 de febrero de 2017. 

## Territorio y organización
La diócesis tiene 10 692 km² y extiende su jurisdicción sobre los fieles católicos de rito latino residentes en 19 municipios del estado de Bahía: Itabuna, Arataca, Buerarema, Camacan, Canavieiras, Firmino Alves, Floresta Azul, Ibicaraí, Itaju do Colônia, Itapé, Itororó, Jussari, Mascote, Pau Brasil, Potiraguá, Santa Cruz da Vitória, Santa Luzia, São José da Vitória y Una.
La sede de la diócesis se encuentra en la ciudad de Itabuna, en donde se halla la Catedral de San José.
En 2019 en la diócesis existían 33 parroquias.

## Historia
La diócesis fue erigida el 7 de noviembre de 1978 con la bula Benignissimo Dei consilio del papa Juan Pablo II, obteniendo el territorio de la diócesis de Ilhéus.
El 12 de junio de 1996 cedió una parte de su territorio para la erección de la diócesis de Eunápolis mediante la bula Apostolicum munus del papa Juan Pablo II.

## Estadísticas
De acuerdo al Anuario Pontificio 2020 la diócesis tenía a fines de 2019 un total de 633 000 fieles bautizados.
| Año                                                                             | Población            | Población | Población      | Sacerdotes | Sacerdotes    | Sacerdotes    | Bautizados por sacerdote | Diáconos permanentes | Religiosos | Religiosos | Parroquias |
| Año                                                                             | Bautizados católicos | Total     | % de católicos | Total      | Clero secular | Clero regular | Bautizados por sacerdote | Diáconos permanentes | Varones    | Mujeres    | Parroquias |
| ------------------------------------------------------------------------------- | -------------------- | --------- | -------------- | ---------- | ------------- | ------------- | ------------------------ | -------------------- | ---------- | ---------- | ---------- |
| 1980                                                                            | 420 000              | 460 000   | 91.3           | 14         | 6             | 8             | 30 000                   |                      | 12         | 39         | 14         |
| 1990                                                                            | 485 000              | 578 000   | 83.9           | 29         | 17            | 12            | 16 724                   |                      | 20         | 53         | 32         |
| 1999                                                                            | 607 000              | 697 000   | 87.1           | 28         | 16            | 12            | 21 678                   | 3                    | 23         | 36         | 30         |
| 2000                                                                            | 614 000              | 705 000   | 87.1           | 37         | 25            | 12            | 16 594                   | 3                    | 26         | 37         | 31         |
| 2001                                                                            | 600 000              | 700 000   | 85.7           | 37         | 25            | 12            | 16 216                   | 3                    | 30         | 35         | 31         |
| 2002                                                                            | 600 000              | 650 000   | 92.3           | 39         | 28            | 11            | 15 384                   | 3                    | 40         | 37         | 31         |
| 2003                                                                            | 600 000              | 650 000   | 92.3           | 39         | 29            | 10            | 15 384                   | 3                    | 36         | 35         | 31         |
| 2004                                                                            | 600 000              | 650 000   | 92.3           | 33         | 23            | 10            | 18 181                   | 4                    | 34         | 48         | 31         |
| 2006                                                                            | 550 000              | 650 000   | 84.6           | 32         | 23            | 9             | 17 187                   | 4                    | 32         | 37         | 32         |
| 2013                                                                            | 603 000              | 711 000   | 84.8           | 41         | 26            | 15            | 14 707                   | 4                    | 20         | 20         | 33         |
| 2016                                                                            | 618 000              | 729 000   | 84.8           | 45         | 28            | 17            | 13 733                   | 9                    | 24         | 22         | 33         |
| 2019                                                                            | 633 000              | 746 615   | 84.8           | 40         | 29            | 11            | 15 825                   | 9                    | 11         | 5          | 33         |
| Fuente: Catholic-Hierarchy, que a su vez toma los datos del Anuario Pontificio. |                      |           |                |            |               |               |                          |                      |            |            |            |

## Episcopologio
- Homero Leite Meira † (7 de noviembre de 1978-24 de septiembre de 1980 nombrado obispo de Irecê)
- Eliseu Maria Gomes de Oliveira, O.Carm. † (24 de septiembre de 1980-20 de julio de 1983 renunció)
- Paulo Lopes de Faria † (16 de diciembre de 1983-2 de agosto de 1995 nombrado arzobispo coadjutor de Diamantina)
  - Sede vacante (1995-1997)
- Czesław Stanula, C.SS.R. † (27 de agosto de 1997-1 de febrero de 2017 retirado)
- Carlos Alberto dos Santos, desde el 1 de febrero de 2017